# Kadono Shota
Shota Kadono (sinh ngày 21 tháng 6 năm 1992) là một cầu thủ bóng đá người Nhật Bản.

## Sự nghiệp câu lạc bộ
Shota Kadono đã từng chơi cho Kagoshima United FC.